# Tomintus pudicus
Tomintus pudicus är en insektsart som först beskrevs av Stsl 1861.  Tomintus pudicus ingår i släktet Tomintus och familjen lyktstritar. Inga underarter finns listade i Catalogue of Life.